# Command & Conquer: Red Alert 2
Command & Conquer: Red Alert 2 е компютърна игра, стратегия в реално време, разработена от Westwood Pacific и публикувана от Microsoft Windows на 25 октомври 2000 г., като продължение на Command & Conquer: Red Alert. Разширение на играта е Command & Conquer: Yuri’s Revenge, добавено година по-късно. Играта съдържа две идеологически крила на отборите – съвети и съюзници, които се появяват в Command & Conquer: Red Alert.

## Описание на играта
Основната цел на играта е да победи вражеските командири, изиграни от изкуствен интелект или човешки опоненти, чрез унищожаване на техните бази до точката на вражеска капитулация. Играчите също трябва да работят, за да защитят собствените си бази, за да запазят способността си да събират пари и да произвеждат единици, като и двете са от съществено значение за постигането на основната цел. След като всички вражески командири са победени, се обявява победител.
Всяко значение в играта се основава на събирането на пари. Парите могат да се събират по няколко начина, най-често се използва миньорски камиони за събиране на руда и / или скъпоценни камъни и транспортирането им до рафинерия. Играчът може също така да спечели траен доход, като улови петролни шахти (неутрални сгради, които присъстват в някои карти). Има и два еднократни източника на пари за съюзническите и съветските играчи, а именно: събиране на случайни щайги, които присъстват на картата и разпродажба на сгради, контролирани от играча. Съюзническите играчи имат трети еднократен източник на пари, който включва използването на шпионин, за да открадне парите на противниковия играч. Парите се изразходват за изграждане и ремонт на сгради и блокове. И в двата случая играчите могат да започнат строителството, преди да имат пълните разходи в нечии резерви, тъй като строителството просто спира, ако играчът няма пари.
Различните нации са членове или на съветската, или на съюзническата фракция, които са свободно базирани на реалните фракции от Студената война. Едно от основните предимства на Red Alert 2 в сравнение с оригиналната игра Red Alert е, че играта като конкретна държава сега се променят. Докато всяка държава има основните сгради и единици, всяка нация има специална уникална единица, способност или структура. Това промени популярните игри за престрелки, позволявайки нови стратегии.